# Щус Олександра Кирилівна
Олександра Кирилівна Щус (22 квітня 1921, тепер Донецька область — ?, місто Дружківка Донецької області) — українська радянська діячка, вчителька Дружківської середньої школи № 6 Сталінської (Донецької) області. Депутат Верховної Ради УРСР 4—5-го скликань.

## Біографія
Народилася у селянській родині. Закінчила Дружківську середню школу № 6 імені Ворошилова Сталінської (Донецької) області.
Здобула вищу педагогічну освіту.
З кінця 1940-х років — вчителька російської мови та літератури Дружківської середньої школи № 6 імені Ворошилова Сталінської (Донецької) області.
Потім — на пенсії у місті Дружківці Донецької області.

## Нагороди
- орден Трудового Червоного Прапора (7.03.1960)
- медалі